# Plaza del Congreso
Plaza del Congreso è una delle principali piazze della capitale argentina Buenos Aires. Sorge nel quartiere centrale di Monserrat.
Forma parte di un complesso di tre piazze, insieme a Plaza Lorea e Plaza Mariano Moreno, situate tutte nella stessa zona. La costruzione di queste piazze fu una creazione urbanistica nel contesto delle celebrazioni del centenario della Rivoluzione di Maggio e rispondeva al pensiero igienista della fine del XIX secolo, che sosteneva di aprire luoghi ventilati e soleggiati nelle grandi città.

## Storia

### Origini

Plaza Lorea con al centro il serbatoio d'acqua.

Nel 1782 Isidro Lorea comprò un podere di due ettari, conosciuto come Hueco del Mercado de la Piedad, situato tra le vie Pazos (attualmente San José), Maderna (attualmente Virrey Cevallos), De las Torres (attualmente Avenida Rivadavia) e Del Cabildo (attualmente H. Yrigoyen). Prima che Lorea morisse con sua moglie durante l'seconda invasione inglese del 1807, donò al governo un pezzo di terra di 61x122 metri affinché si costruisse una piazza che servisse da fermata per i carri che venivano dal Camino de las Tunas (attualmente Avenida Entre Ríos) e dalla via De Las Torres, l'attuale Avenida Rivadavia. L'unica condizione che Lorea pose fu quella che la piazza fosse intitolata a lui, cosa che fu accettata dal viceré Rafael de Sobremonte nel 1808.
Fino al 1871, gran parte della zona corrispondente a Plaza Lorea e all'attuale Plaza Congreso era occupata da uno stagno formato dal torrente Matorras. Quando le paludi furono drenate per lo sviluppo urbano, ai margini della piazza furono costruiti un mulino e un mercato all'ingrosso, mentre al centro fu invece eretto un serbatoio d'acqua. Negli anni seguenti la piazza venne abbellita con verde pubblico trasformandosi in un giardino.
La rapida crescita economica di Buenos Aires alla fine del XIX secolo e la costruzione del nuovo Congresso argentino, iniziata nel 1897, contribuirono a migliorare il panorama attorno a Plaza Lorea. Prima che fossero iniziati i lavori della futura plaza del Congreso, lo scultore locale Juan Eugenio Boverie aveva abbellito la nuova passeggiata della piazza nel 1896 con la statua El Perdón. Il 1º maggio 1909 plaza Lorea fu il teatro di un massacro perpetrato dalla polizia contro il corteo del sindacato anarchico FORA. Nella sparatoria rimasero uccisi dodici operai e oltre ottanta rimasero feriti.

### Plaza del Congreso
L'inaugurazione del Congresso argentino nel 1906 (posto ad due isolati a ovest di Plaza Lorea), così come l'avvicinarsi del centenario della Rivoluzione di Maggio, creò il bisogno di realizzare una piazza più grande e scenografica. Il 30 settembre 1908, il presidente José Figueroa Alcorta firmò la legge nazionale 6286 che prevedeva il progetto della costruzione della nuova plaza del Congreso. Il direttore dei parchi municipali, l'urbanista argentino-francese Charles Thays, immaginò uno spazio di 3 ettari (7,5 acri) diviso trasversalmente da calle Montevideo e parallelo all'Avenida de Mayo. Il suo progetto fu approvato anche perché richiedeva una demolizione minima degli immobili esistenti, in quanto non prevedeva piazze laterali e posteriori, come aveva invece proposto l'urbanista Joseph Bouvard.
La cerimonia d'inaugurazione fu presieduta dal sindaco Manuel Güiraldes, seguita da un discorso del presidente José Figueroa Alcorta. Una parata militare si è tenuta tra la Casa Rosada e il Palazzo del Congresso, alla quale hanno partecipato l'ex presidente del Brasile, Manuel Ferraz de Campos Sales, il presidente del Cile, Pedro Montt, l'Infanta Isabella di Borbone-Spagna e il politico francese Georges Clemenceau.

Disposizione di plaza del Congreso dopo le modifiche del 1968.

Il design delle piazze è stato conservato fino al 1968, quando sui viali principali di Buenos Aires (compresa Avenida de Mayo) è stato introdotto il senso unico di marcia. Per consentire un miglior scorrimento del traffico fu costruita una curva che collega Avenida de Mayo con Avenida Rivadavia Così facendo u il settore meridionale di Plaza Lorea è stato unito con il settore orientale di Plaza del Congreso, dove si trovava El Pensador, mentre il settore settentrionale di Plaza Lorea è rimasto isolato, separato dalla curva. L'ordinanza municipale 32.263 ha ripartito la toponomastica della piazza nel seguente ordine: il settore nord di Plaza Lorea avrebbe mantenuto il nome originale, il settore sud della vecchia piazza sarebbe stato rinominato Plaza Mariano Moreno, e la Plaza del Congreso avrebbe avuto una parte orientale, da Plaza Mariano Moreno a calle Virrey Cevallos, e una parte occidentale da Virrey Cevallos a Entre Ríos.
Nel 1997 Plaza del Congreso, Plaza Lorea e le sue immediate vicinanze e Plaza Mariano Moreno sono state dichiarate siti storici nazionali.

## Monumenti

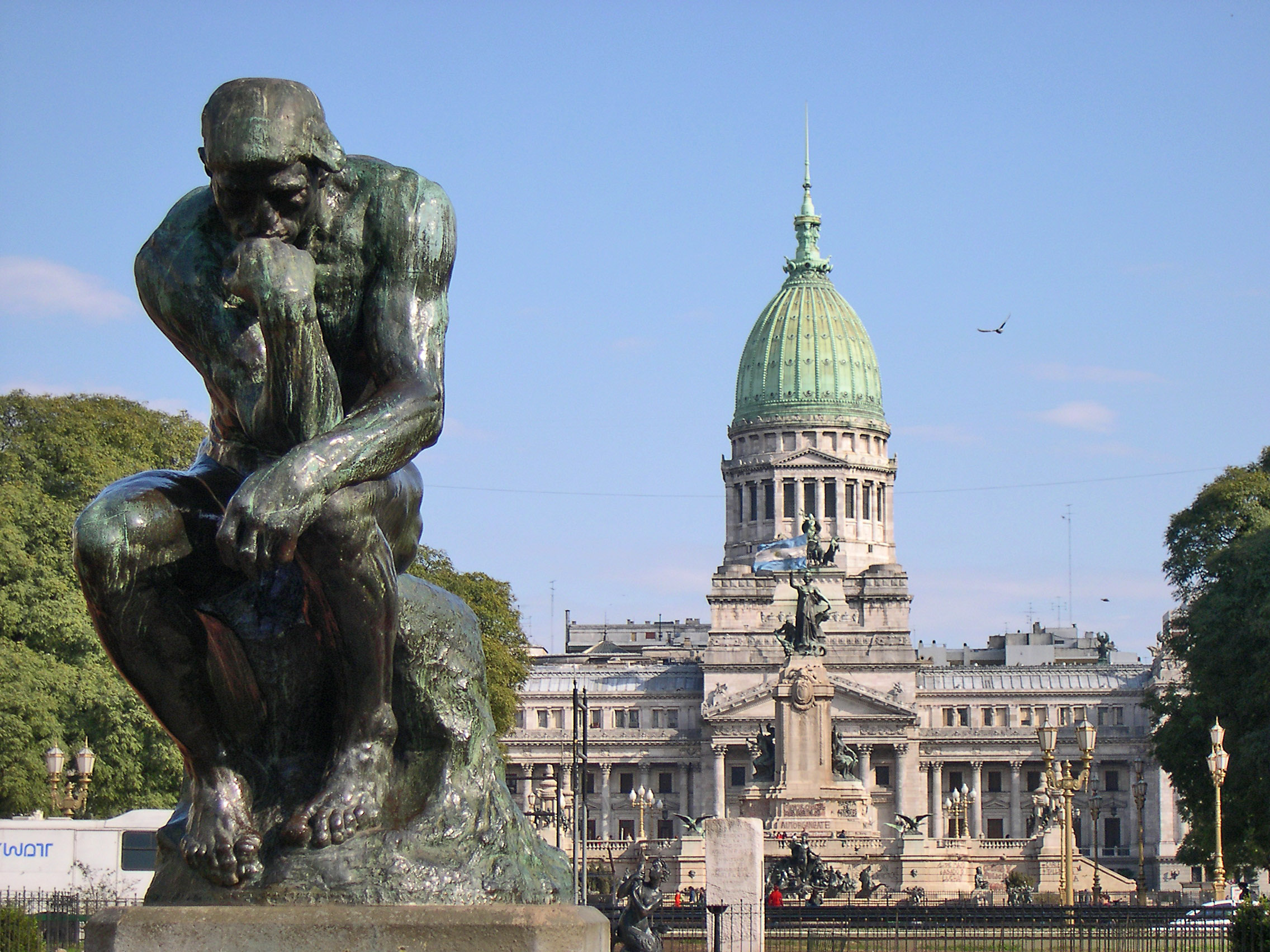
El Pensador, opera di Auguste Rodin.

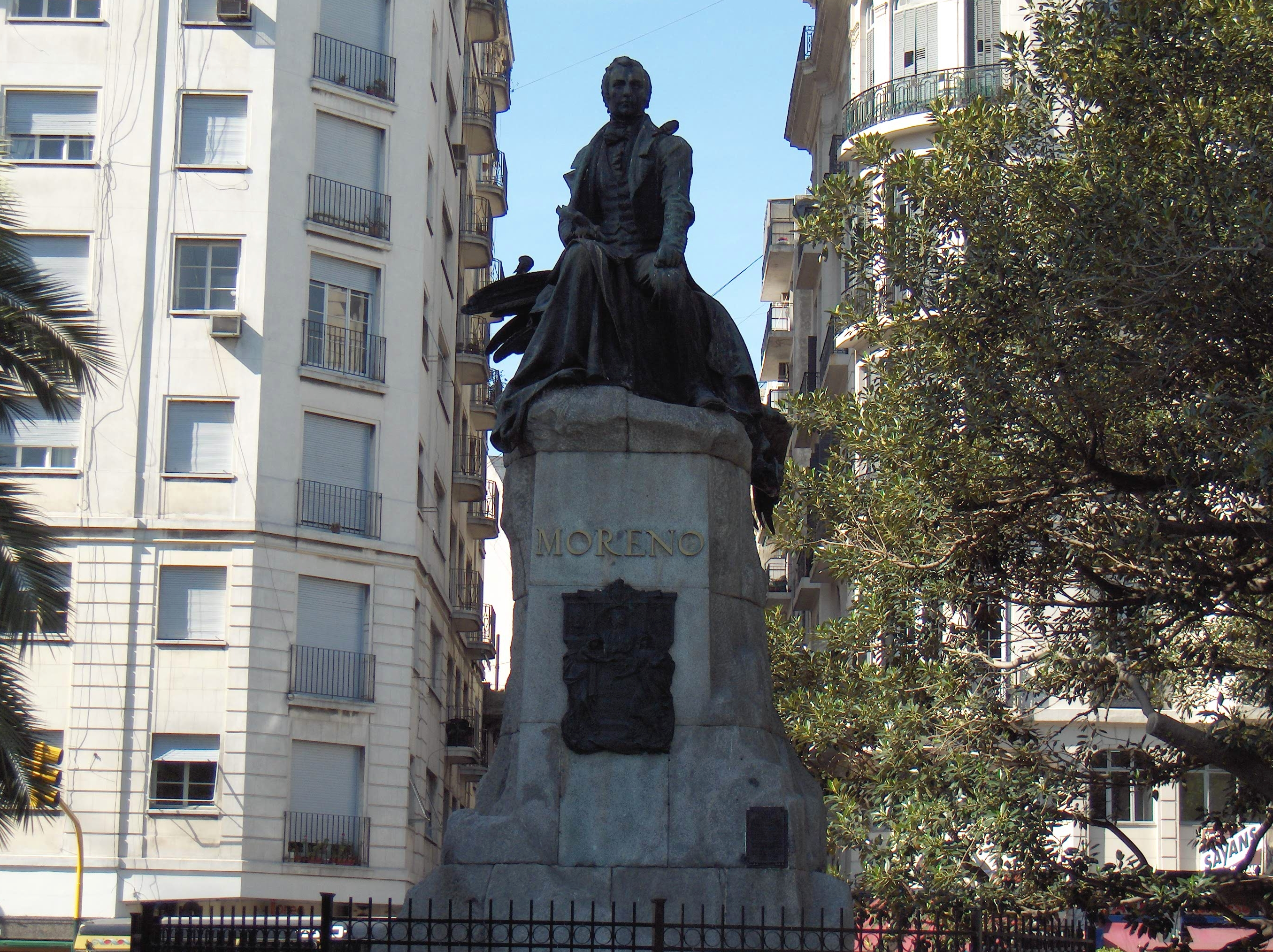
Statua di Mariano Moreno, al centro della piazza omonima.

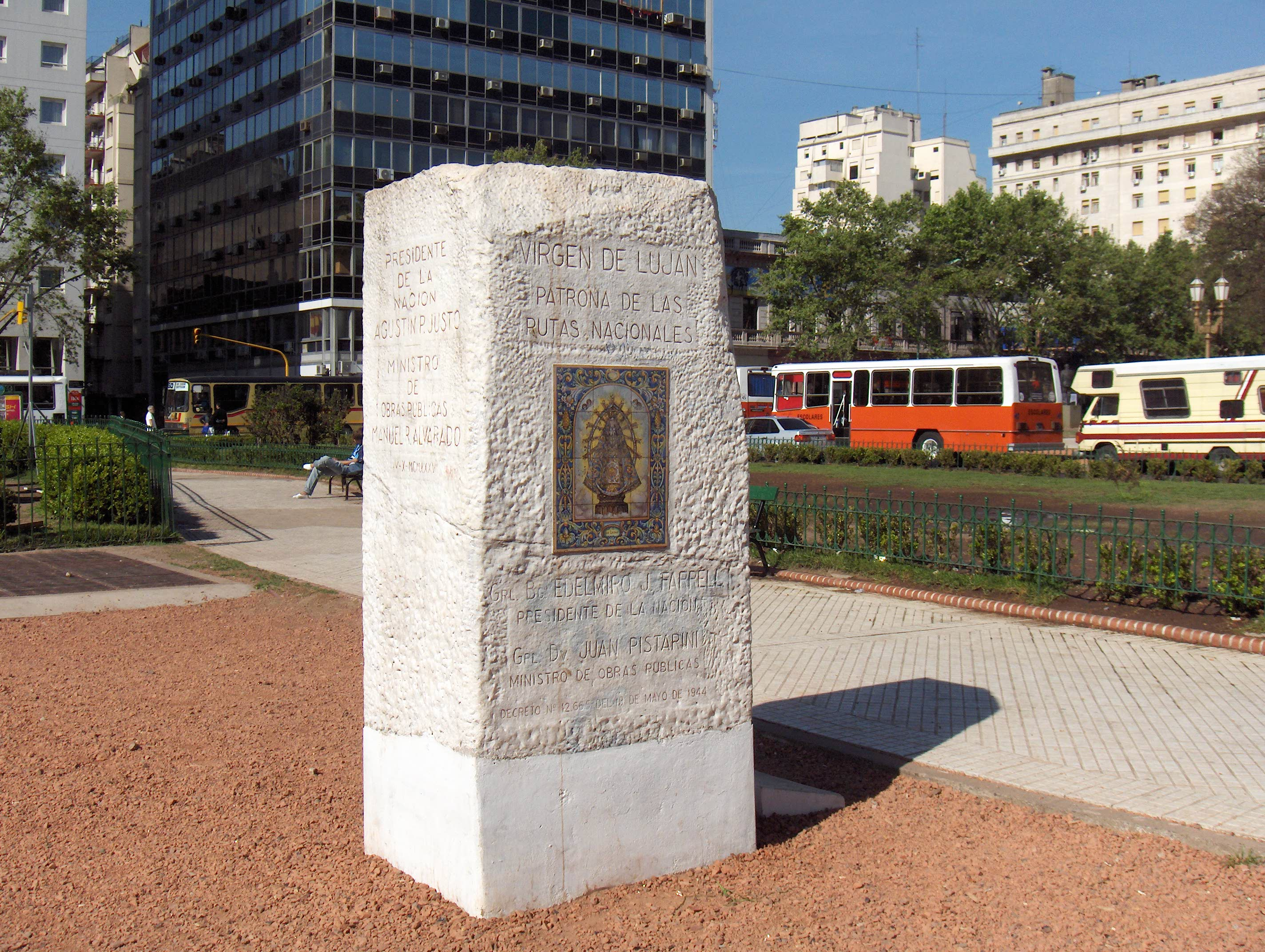
Monolito del Chilometro 0 in Plaza Mariano Moreno.

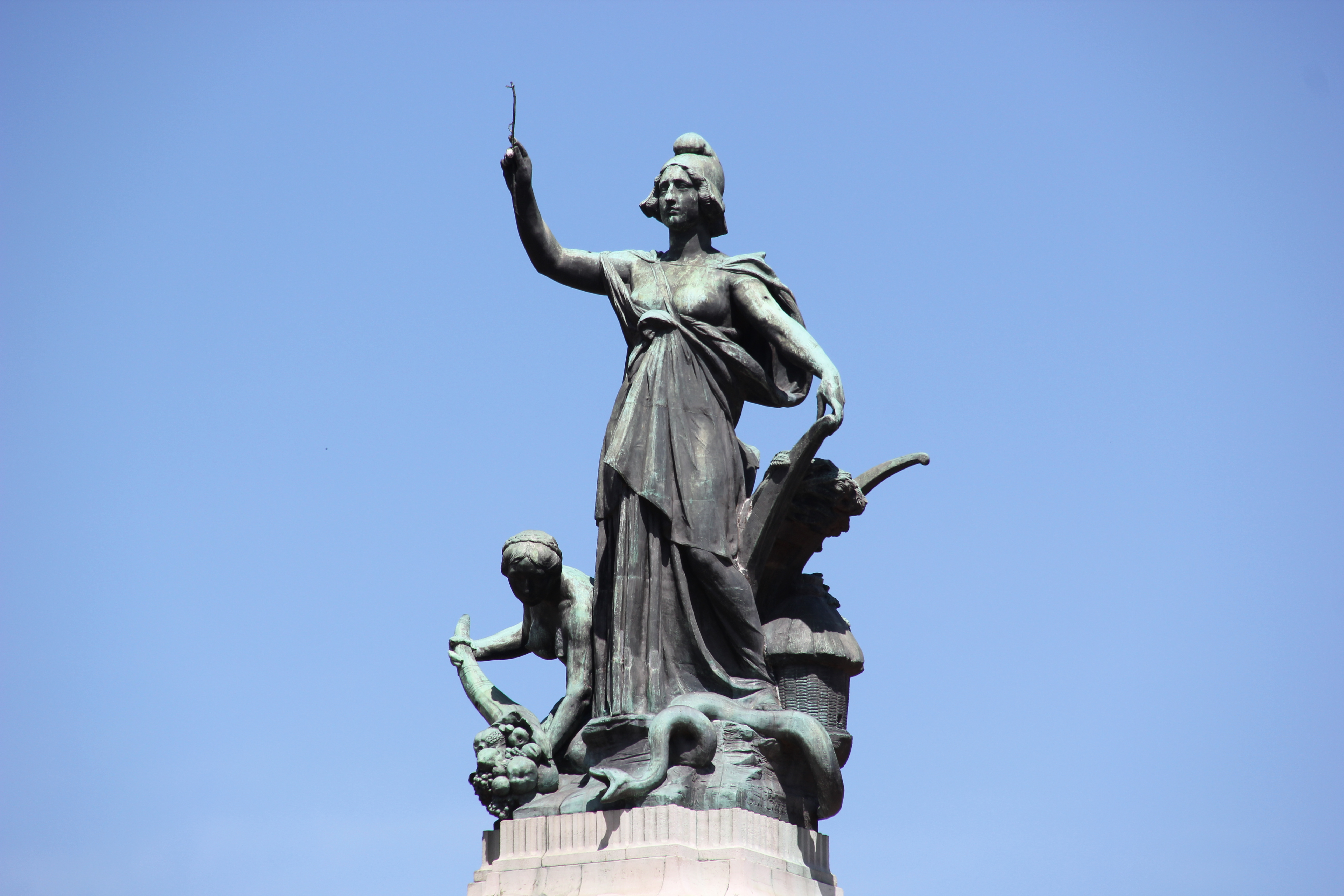
Allegoria de "La República".

### Il pensatore
La scultura del Pensatore, inaugurata nel novembre 1907, è una delle due sculture fuse dallo stampo originale della famosa scultura di Auguste Rodin e da lui firmate: per questo motivo, e poiché sono anche opere dello stesso Rodin, i critici d'arte non le considerano strettamente repliche ma varianti originali. Realizzato in bronzo patinato, rappresenta un uomo in atteggiamento pensieroso con il mento appoggiato sulla mano destra chiusa e il braccio sinistro appoggiato sulla gamba sinistra: le sue gambe sono tese, come avviene in qualcuno che sta pensando qualcosa con emozione e intensità.

### Monumento a Mariano Moreno
Monumento in omaggio Mariano Moreno, segretario della Prima Giunta nel 1810; realizzato dallo scultore spagnolo Miguel Blay y Fábregas e inaugurato il 1º ottobre 1910. La sua figura è fatta di bronzo e sta su una base in muratura che imita una montagna. Dietro la statua, un condor spiega le sue ali dal basso, simboleggiando l'altezza del pensiero dello statista. È stato collocato nella piazza omonima. Prima del 1975 questa zona faceva parte della Plaza Lorea.

### La grazia
È un'opera in marmo realizzata nel 1896 dallo scultore francese Juan Eugenio Boverie. Si trovava nella piazza centrale del giardino, nella parte orientale della Plaza del Congreso. Nel 1991 è stato spostato al Parco Avellaneda quando i giardini sono stati ridisegnati.

### Monolito del chilometro 0
Opera dei fratelli Máximo e José Fioravanti, si trova in realtà nella Plaza Mariano Moreno, ma spesso si dice erroneamente che è nella Plaza del Congreso.
In origine, il 2 ottobre 1935, si trovava sul lato nord di Plaza Lorea, ma a causa di un decreto fu spostato nella sua posizione suddetta il 18 maggio 1944. Sul suo lato nord è incisa la Vergine di Luján, sul lato sud una mappa in rilievo della Repubblica Argentina, sul lato ovest targhe in omaggio a José de San Martín e sul lato est targhe con la data del decreto e i nomi delle autorità.

### Monumento a Ricardo Balbín
Realizzato dallo scultore Raúl Cano, si trova nella Plaza del Congreso ed è stato inaugurato il 9 settembre 1999.

### Monumento a José Manuel Estrada
Situato nella Plaza Lorea e progettato da Héctor Rocha, fu inaugurato il 9 novembre 1947.

### Monumento dei due Congressi
È fatta di pietra di Nancy e le sue figure sono in bronzo patinato. Opera dei belgi D'Huique e Jules Lagae, fu inaugurata il 9 luglio 1914.
È circondato da una scala che porta alla piattaforma, sulla quale si trova il monumento sormontato da una statua che rappresenta La Repubblica con un mazzo di alloro in una mano e appoggiando l'altra sulla guida di un aratro, ai suoi piedi ci sono i serpenti dei mali e un'altra figura che rappresenta il Lavoro. Ai lati ci sono figure complementari che rappresentano l'Assemblea dell'Anno XIII e il Congresso di Tucumán.
La piattaforma orientale è circondata da una fontana con grandi getti d'acqua, i cui getti d'acqua sono spesso illuminati di notte, tra cui ci sono sculture di cavalli circondati da condor di bronzo e giri equidistanti di bambini che rappresentano la Pace. La fontana si estende verso est, rappresentando il Río de la Plata. Quattro gradini più su c'è un'altra piscina con due figure di bronzo, che rappresentano gli affluenti del fiume, il fiume Uruguay e il fiume Paraná. Lo stagno è circondato da sculture di animali della fauna nazionale e nel suo centro c'è un gruppo scultoreo costruito in bronzo.

### Monumento ad Alfredo Palacios
Il decreto per una scultura dedicata ad Alfredo Palacios nella parte orientale della piazza (a pochi metri da El Pensador) è stato approvato a metà degli anni '80 ed è stato inaugurato il 16 maggio 2013 alle 10:30. Questa presentazione in società della scultura è stata fatta dalle autorità del Partito Socialista e guidata dal senatore Rubén Giustiniani che ha promosso la legge per ottenere questo riconoscimento al leader socialista.